# Johann Georg Palitzsch

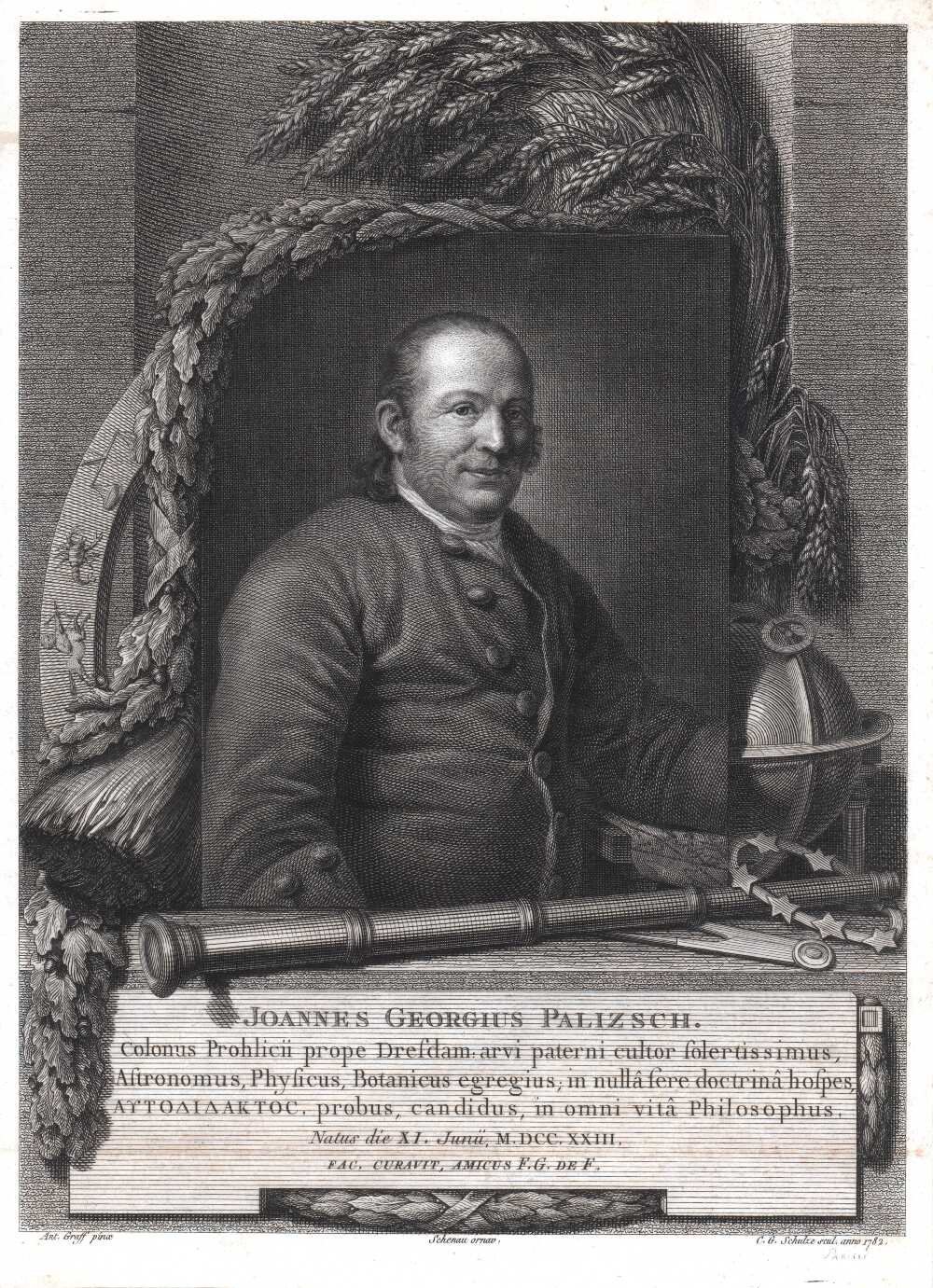
Stich von Christian Gottfried Schulze (1782) nach Graff-Gemälde von 1777

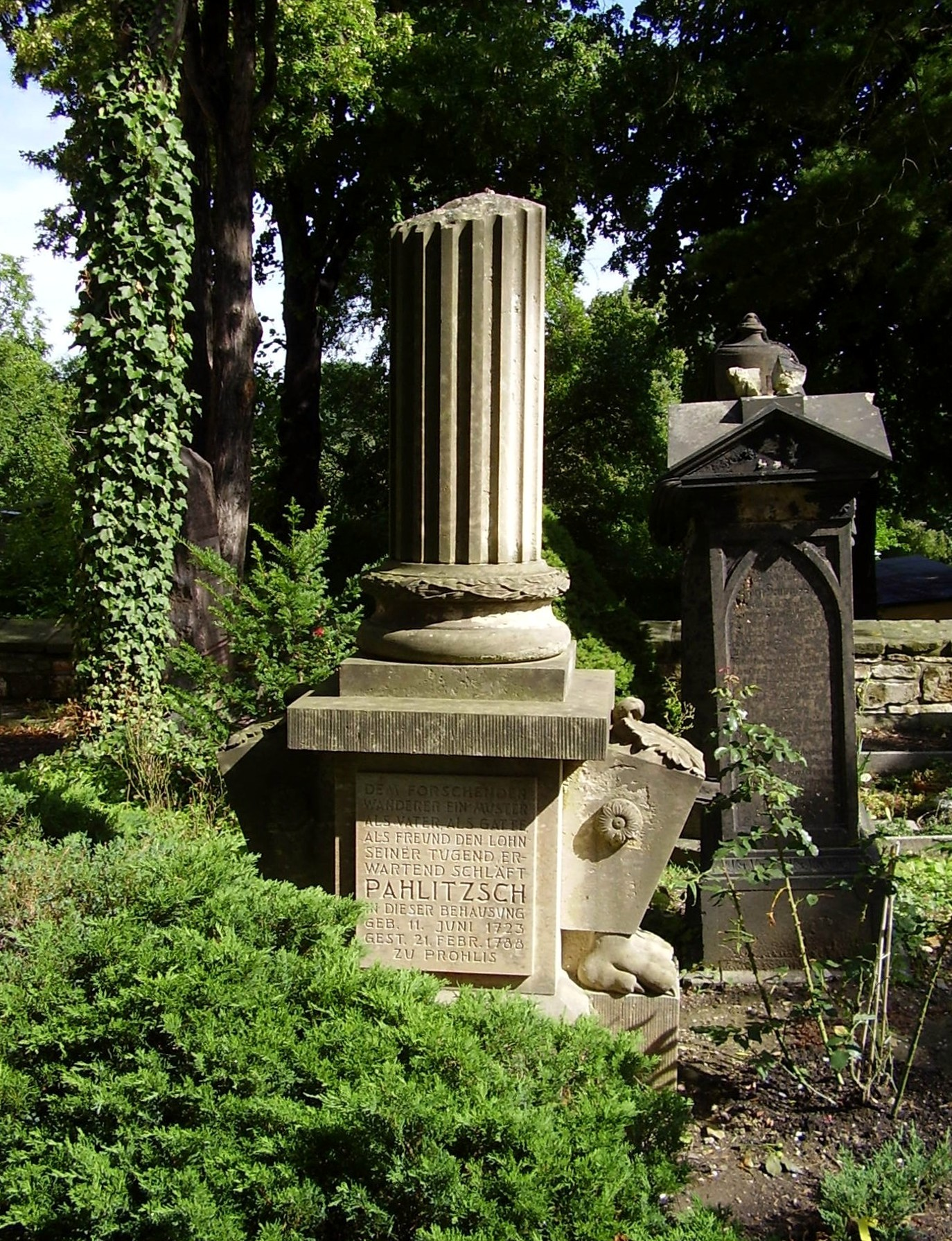
Grabstein auf dem Friedhof der Kirche Leubnitz-Neuostra, vermutlich gestiftet von Dresdner Freimaurern

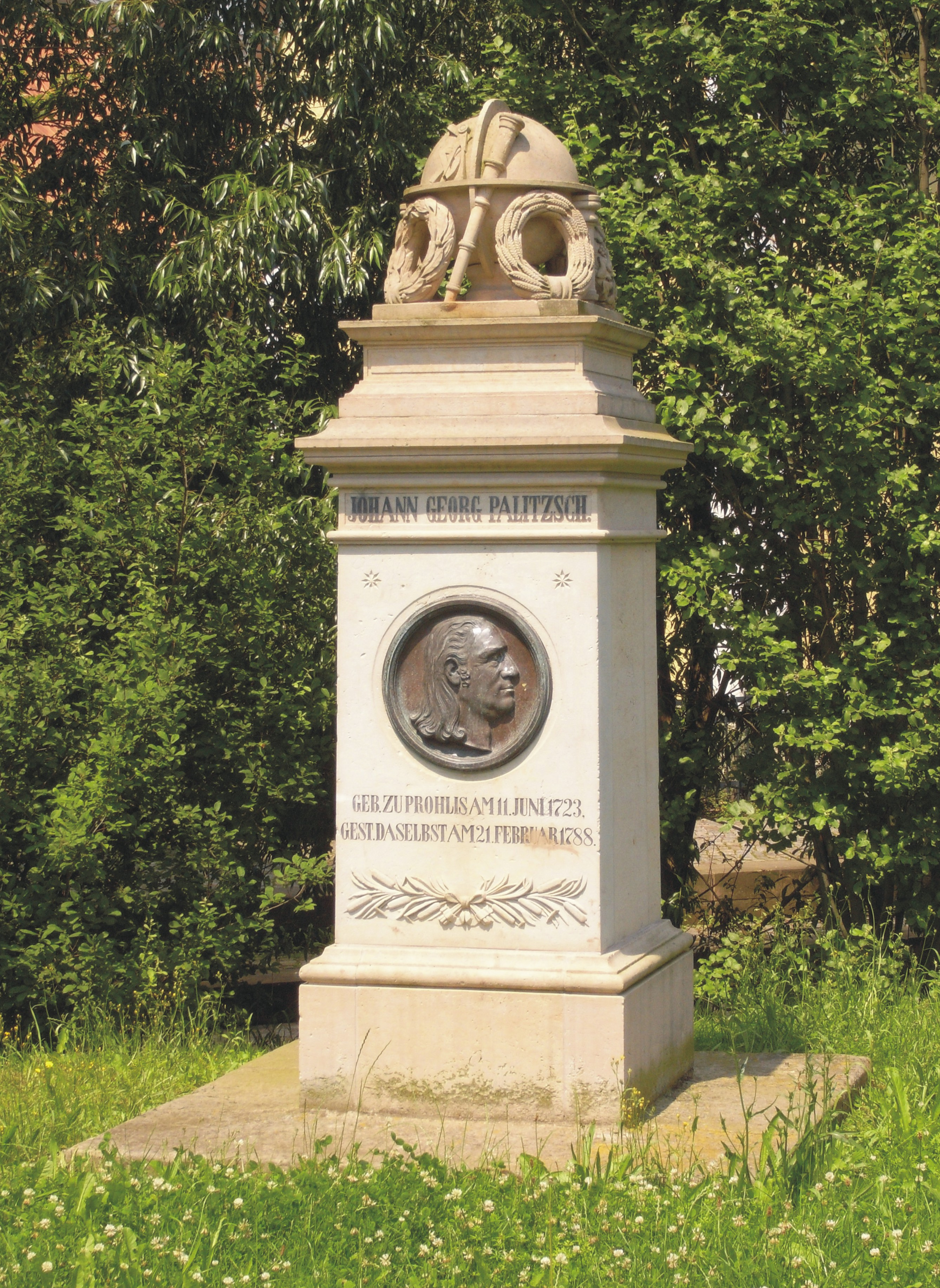
Palitzsch-Denkmal

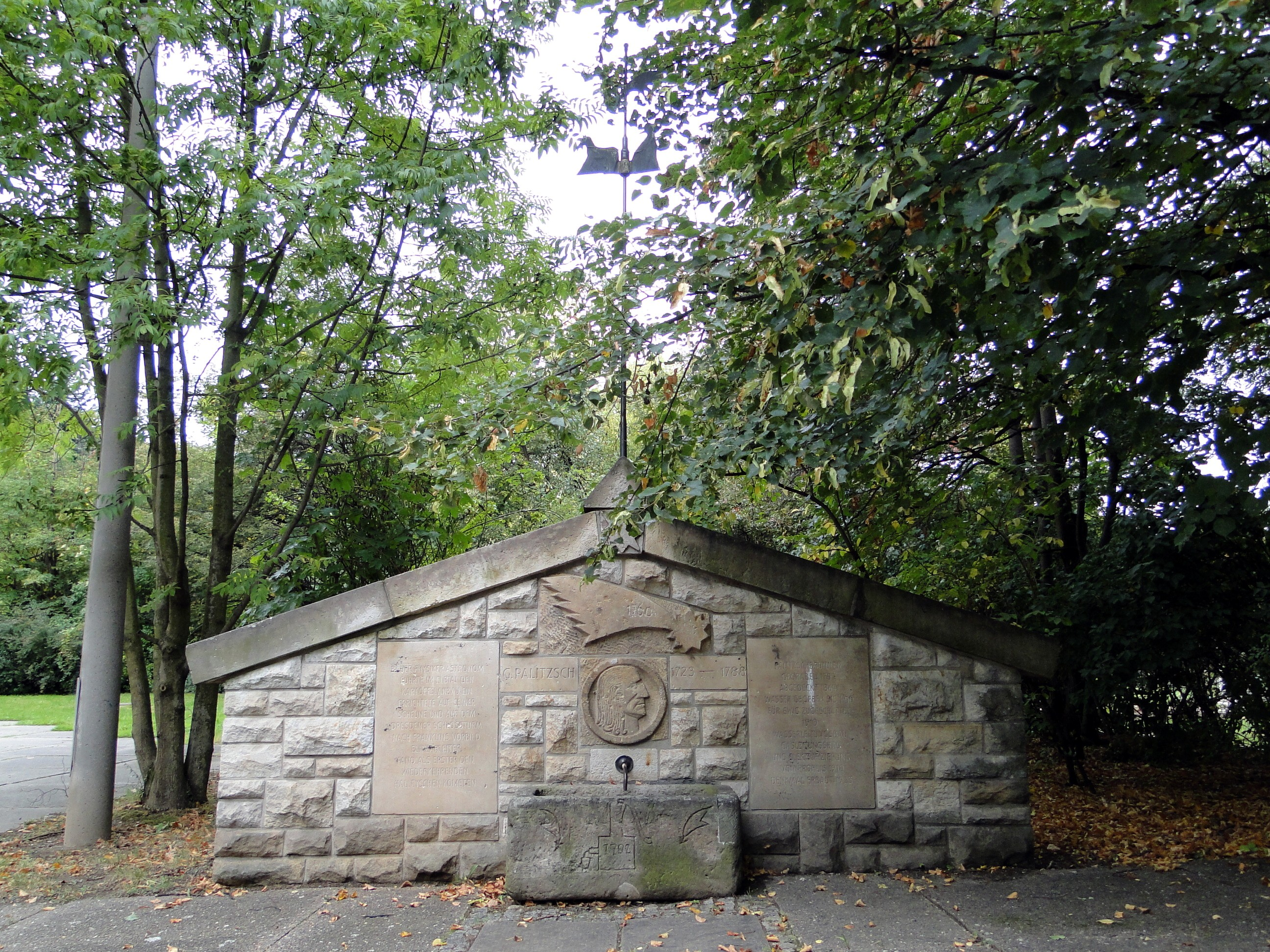
Palitzsch-Brunnen

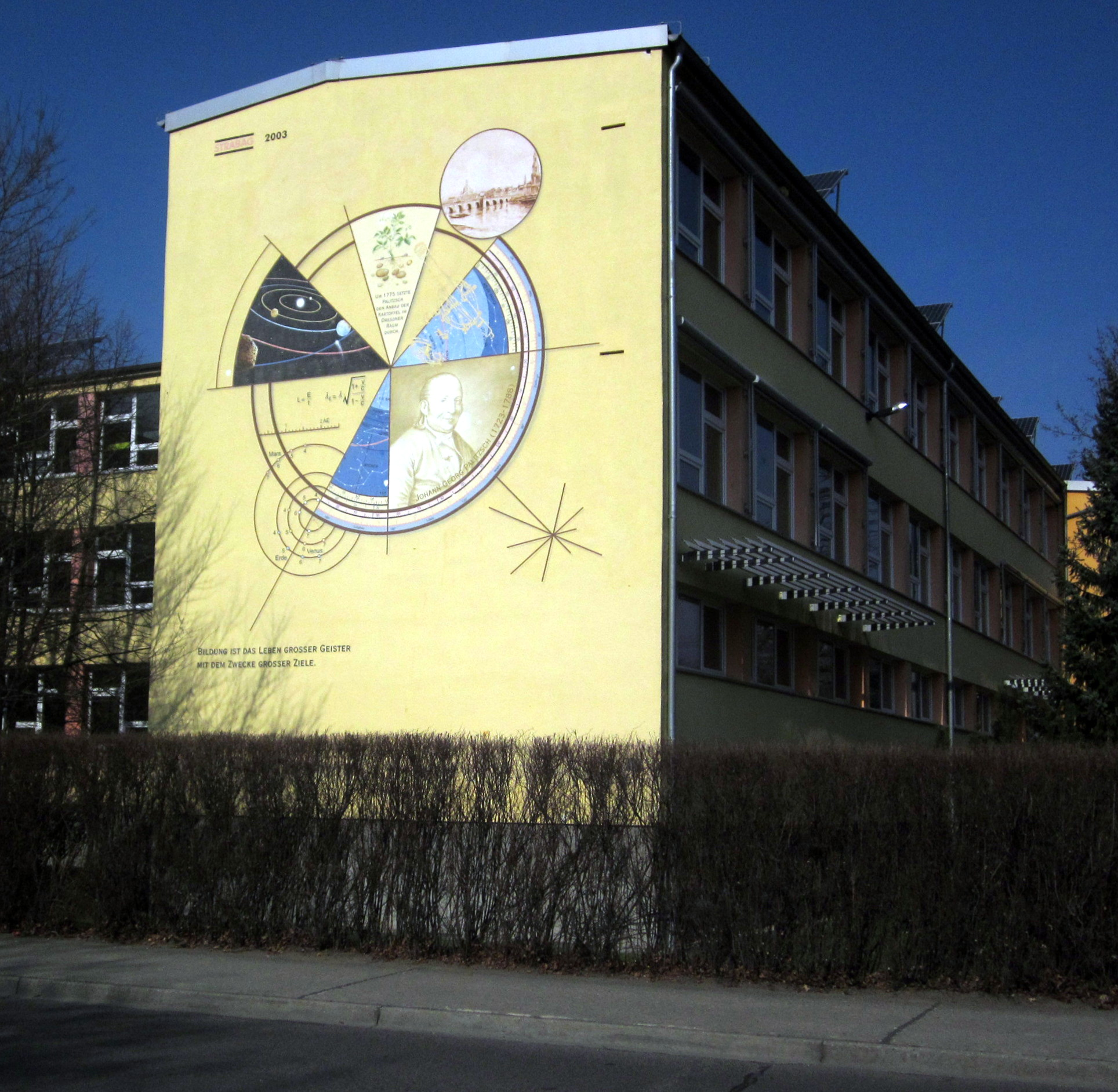
Johann-Georg-Palitzsch-Schule mit Wandbild von Christian S. F. Gersdorf

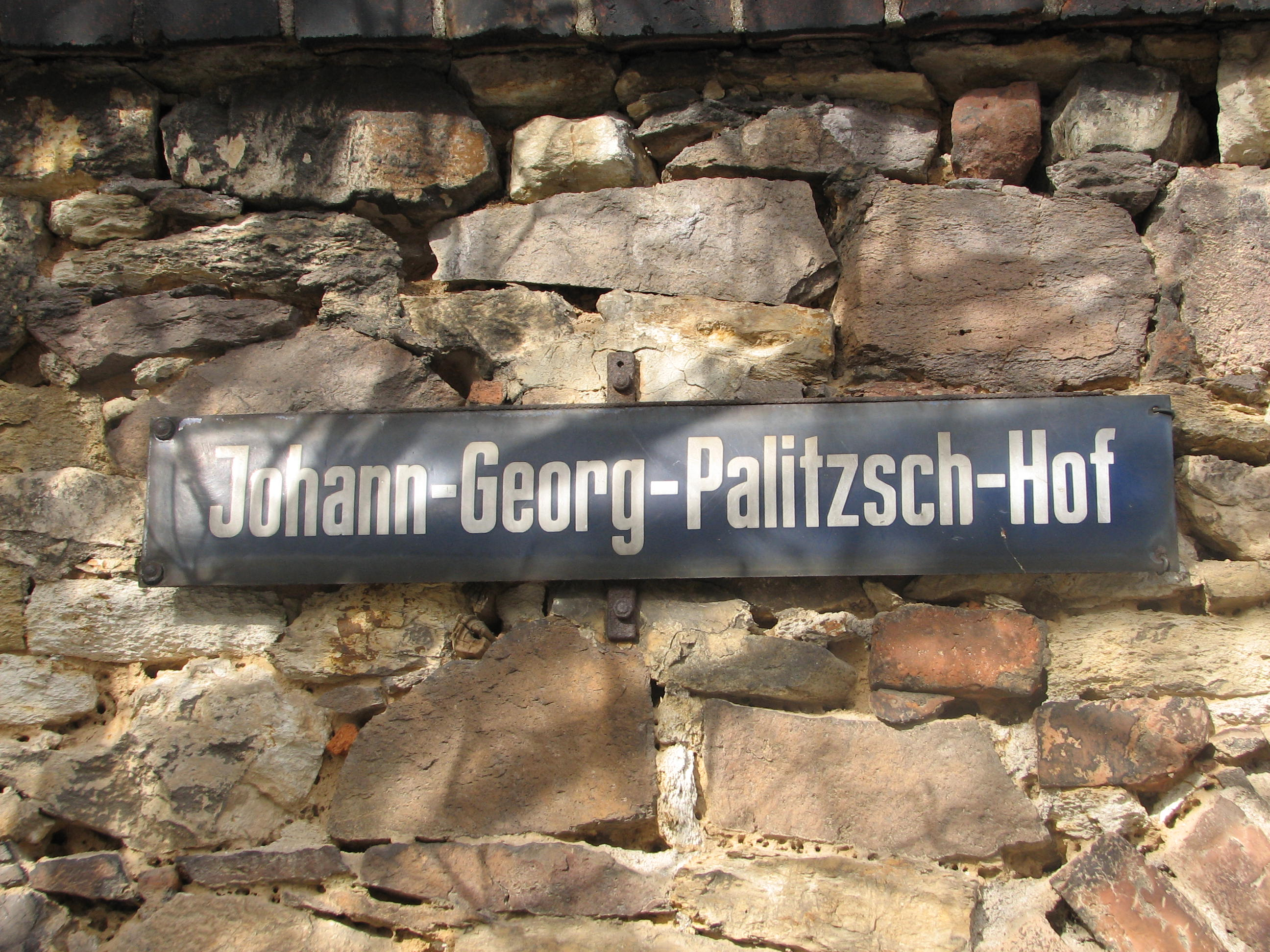
Straßenschild in Freital-Döhlen

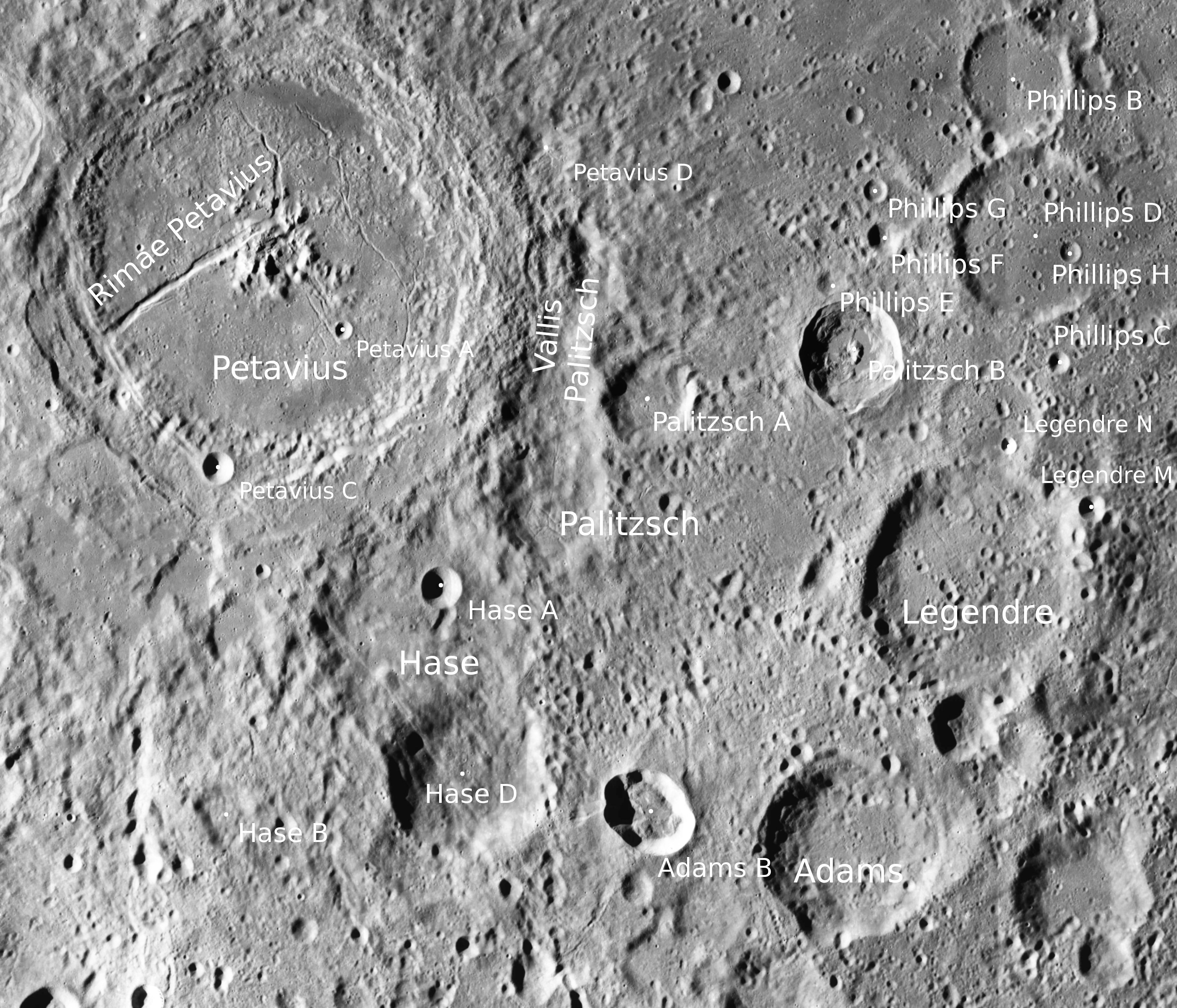
Palitzsch-Krater und „Fußabdruck“ auf dem Mond

Johann Georg(e) Palitzsch (* 11. Juni 1723 in Prohlis; † 21. Februar 1788 ebenda) war ein sächsischer Naturwissenschaftler („Bauernastronom“, „Gelehrter Bauer“), der für die Entdeckung des von Halley vorausgesagten Kometen berühmt wurde und heute besonders den Liebhabern der Astronomiegeschichte bekannt ist. (alternative Schreibweisen: Palizsch, Pahlitzsch, Palitsch, Palitch u. ä.)

## Leben und Wirken

### Jugend
Vom strengen Stiefvater zum erfolgreichen Landwirt erzogen, eignete sich Palitzsch im Selbststudium Kenntnisse der Astronomie, Physik und Botanik an; animiert durch die Predigten in der Leubnitzer Kirche und die private Lektüre der Bibel. Sehr bedeutend war die Bekanntschaft zu dem Tolkewitzer Zwirnhändler Christian Gärtner, auf dessen Leistungen als Fernrohrbauer und Astronom und dessen Beziehungen zum kurfürstlichen Hof er aufbauen konnte.
Die neuesten wissenschaftlichen Informationen erhielt Palitzsch im Mathematisch-Physikalischen Salon, wo er regelmäßig seine Wetterbeobachtungen ablieferte.

### 1758/59
Palitzsch entdeckte am 25. Dezember 1758 die von Edmond Halley vorhergesagte Rückkehr des Halleyschen Kometen. Bis zu diesem Zeitpunkt erschienen Kometen immer unerwartet und es wurden daraufhin (meist düstere) Prophezeiungen gemacht. Nun gab es hingegen die Vorhersage eines Kometen, die von der gelehrten Welt mit Spannung erwartet wurde, um die Gravitationstheorie von Newton für alle sichtbar zu bestätigen. Der später als großer Kometenentdecker bekannte, französische Astronom Charles Messier wurde von Joseph-Nicolas Delisle speziell für diese Aufgabe eingestellt. Und um nicht von anderen, Kometen ähnlichen Nebelflecken verwirrt zu werden, erstellte Messier seinen berühmten Katalog. Doch er fand den Kometen nicht vor dem 21. Januar 1759, was in Paris sogar erst am 1. April bekannt wurde.
Der Finanzbeamte und Privatgelehrte Christian Gotthold Hoffmann veröffentlichte Palitzschs und seine eigenen Beobachtungen in den Dreßdnischen Gelehrten Anzeigen. Gottfried Heinsius las diese in Leipzig, sah selbst ab 18. Januar 1759 den Kometen und veröffentlichte als „Liebhaber der Sternwissenschaft“ Ende Januar die Anzeige, daß der im Jahre 1682. erschienene und von Halley nach der Newtonianischen Theorie auf gegenwärtige Zeit Vorherverkündigte Comet wirklich sichtbar sey; und was derselbe in der Folge der Zeit für Erscheinungen haben werde. Als Anfang April der Komet erneut erschien, nachdem er, wie erwartet, seine Bahn mit dem Perihel von der Erde aus gesehen hinter der Sonne gezogen hatte, sorgte zum Beispiel in Paris die schon Monate zurückliegende Entdeckerleistung eines Bauern aus dem unter dem Siebenjährigen Krieg besonders leidenden Sachsen zunächst für Verwunderung und später für Bewunderung.

### Dresdner „Merkwürdigkeit“
Nach dieser Entdeckung waren Palitzsch, sein vorbildliches Gut, seine Sammlung von Instrumenten und Kuriositäten und sein botanischer Garten eine Attraktion für Dresdner und auswärtige Besucher.
Er entdeckte 1761, neben anderen, die Atmosphäre der Venus während ihres Transits vor der Sonne.
1770 wurde Palitzsch in die „Leipziger Ökonomische Societät“ wegen seiner landwirtschaftlichen Kenntnisse als assoziiertes Mitglied aufgenommen.
1783 wurden seine Beobachtungen der Helligkeitsschwankung des Algol in den Philosophical Transactions veröffentlicht. Diese Beiträge, die seinen Ruhm noch einmal in ganz Europa auffrischten, hatte er Hans Moritz von Brühl zu verdanken. Diese Beziehung ist beispielhaft für Palitzschs gutes Verhältnis zu vielen Gelehrten und Adligen, z. B. auch Mendelssohn und Friedrich August III. Auffällig ist die Bekanntschaft zu vielen Freimaurern, z. B. Friedrich Wilhelm von Ferber und Karl Christian Canzler.
Die Einführung der Kartoffel und des Blitzableiters im Dresdner Elbtal werden ihm zugeschrieben. Seine Kenntnisse auf diesen Gebieten, sein Interesse für fast alle Dinge, die ihm erreichbar waren und seine damals als vorbildlich erachtete Lebensführung sind unbestritten und durch viele Nennungen in der damaligen Presse belegt – europaweit.

## Ehrungen
Seinen Namen tragen drei Krater (Palitzsch, Palitzsch A und B) und ein Tal (Vallis Palitzsch) auf dem Mond. Der Asteroid (11970) Palitzsch wurde ihm am 28. März 2002 gewidmet.
In seinem früheren Heimatdorf (heute Stadtteil von Dresden) ehren ihn das Palitzsch-Museum und die Palitzsch-Gesellschaft. Dort gibt es das 1877 errichtete Palitzsch-Denkmal, den 1923 gestalteten und 1982 zur 121. Mittelschule „Johann Georg Palitzsch“ versetzten Palitzschbrunnen und die Georg-Palitzsch-Straße.
In Freital-Döhlen wurde das Herrenhaus des Kammergutes Döhlen 1949 zum Kulturhaus einer Neubauern-Siedlung und „Bauer-Palitzsch-Haus“ genannt. Auch die anliegende Straße heißt seitdem Johann-Georg-Palitzsch-Hof.
Die Johann-Georg-Palitzsch-Medaille ist nach ihm benannt.

## Veröffentlichungen
- Observations on the Obscuration of the Star Algol, by Palitch, a Farmer. Communicated in a Letter from the Count de Bruhl, F. R. S. to Sir Joseph Banks, Bart. P. R. S. In: Philosophical Transactions of the Royal Society of London, Bd. 74, S. 4 (1784) (online).
- Further Observations upon Algol. By the Same. In: Philosophical Transactions of the Royal Society of London, Bd. 74, S. 5 (online).